# Département du quartier-maître général confédéré
Le congrès confédéré crée le poste de quartier-maître général le 26 février 1861 et le secrétaire à la Guerre, autorise un colonel et six commandants pour servir comme quartiers-maîtres. Le premier quartier-maître général est le colonel Abraham C. Myers ; sa nomination semble avoir été une fatalité puisqu'il signe lui-même en tant que quartier-maître général par intérim le 2 janvier 1861. En mai 1861, lorsque le gouvernement confédéré s'installe à Richmond, en Virginie, le quartier général du quartier-maître général s'installe sur le coin de la neuvième et de la rue principale.
Les dépôts du quartier-maître sont créés à Richmond en Virginie, à Staunton en Virginie, à Raleigh en Caroline du Nord, à Atlanta en Géorgie, à Columbus en Géorgie, à Huntsville en Alabama, à Montgomery en Alabama à Jackson au Mississippi, à Little Rock en Arkansas, à Alexandria en Louisiane et à San Antonio au Texas.
En 1863, Myers démissionne de son poste quartier-maître général, et en août, Jefferson Davis nomme le successeur de servir en cette qualité pour le reste de la guerre, le  brigadier général Alexander Lawton. Les chemins de fer confédérés durant la guerre de Sécession sont sous la tutelle du département.